# The Romance of a Trained Nurse
The Romance of a Trained Nurse è un cortometraggio muto del 1910 diretto da Sidney Olcott.

## Produzione
Il film fu prodotto dalla Kalem Company. Venne girato a Jacksonville, in Florida.

## Distribuzione
Distribuito dalla Kalem Company, il film - un cortometraggio di una bobina - uscì nelle sale cinematografiche USA il 14 gennaio 1910.